# تحصیل کهوته
تحصیل کهوته (به انگلیسی: Kahuta Tehsil) یک تحصیل در پاکستان است که در ناحیه راولپندی واقع شده‌است.